# Леса-де-Ріо-Леса
Леса-де-Ріо-Леса (ісп. Leza de Río Leza) — муніципалітет в Іспанії, у складі автономної спільноти Ла-Ріоха. Населення — 52 осіб (2009).
Муніципалітет розташований на відстані близько 240 км на північний схід від Мадрида, 15 км на південь від Логроньйо.

## Демографія
Динаміка населення (INE ):

## Галерея зображень

Розташування муніципалітету